# Ciputat
Ciputat é um distrito da cidade de Tangarão do Sul, Bantém, Indonésia e está dentro da Região Metropolitana de Jacarta. Abrange uma área de 18,38 quilômetros quadrados e sua população no Censo de 2020 era de 208.722.
Ciputat Timur ("Ciputat Oriental") é um distrito administrativo separado de Tangarao do Sul, situado a leste de Ciputat. Abrange uma área de 15,43 quilômetros quadrados e sua população no Censo de 2020 era de 172.139.